# Balsas de totora
Las balsas de totora son unas embarcaciones elaboradas desde tiempos prehispánicos a partir de tallos y hojas de totora en áreas del litoral del norte peruano como Santa Rosa, Pimentel, Huanchaco y en zonas lacustres de Bolivia como Copacabana y alrededores del lago Titicaca.

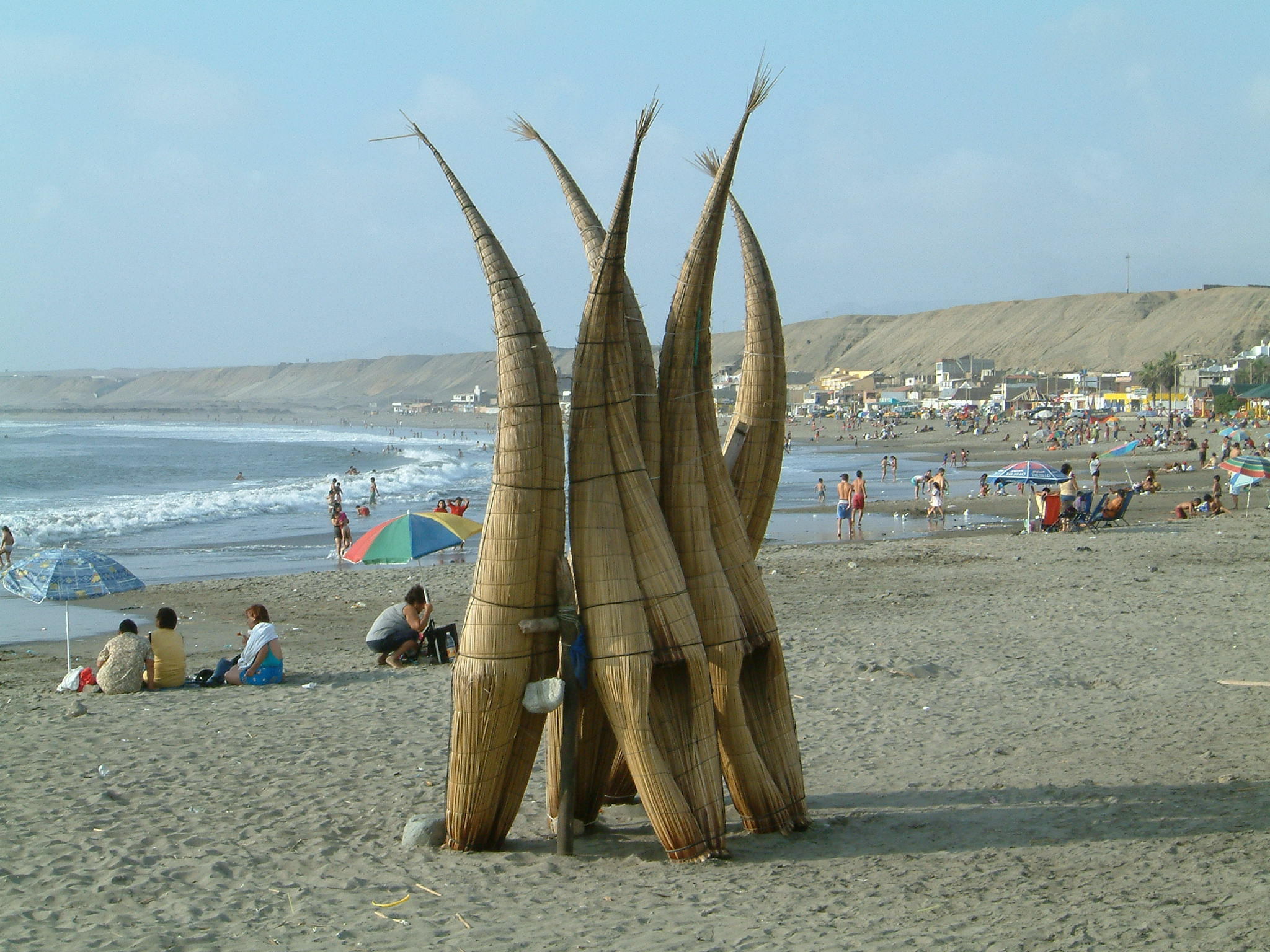
Balsillas o Caballitos de totora en Huanchaco.

## Clasificación
Balsilla o Caballito de totora
Es un tipo de balsa de totora formada por haces fuertemente atados. Se caracterizan por la proa aguda y curvada hacia arriba, condición que permite cortar las olas; y por su popa, más ancha. Llegan a tener de largo entre 3 a 4 metros; y un ancho de 0,6 a 1 metros. Su peso varía entre 47 y 50 kg, pudiendo soportar 200 kg de carga útil.
Está diseñado para transportar a un navegante con sus aparejos durante las faenas de pesca en el mar.
Esta embarcación fue utilizada en las culturas lambayeque o sicán, mochica, chincha, chimú y el imperio incaico.
El nombre de «caballito» se debe a los primeros españoles que arribaron a las costas de Lambayeque y La Libertad, que lo llamaron así por la forma que tenían los pescadores de navegar, a horcajadas sobre el armazón y con los pies en el agua, aunque se considera más correcta la denominanción de balsa o balsilla. Fue declarado Patrimonio Cultural de la Nación el 23 de agosto de 2003.
Balsas del lago Titicaca
Se utilizan como medio de transporte o para actividades pesqueras. Son de mayor tamaño que las balsillas del litoral, algunas dotadas de un palo mayor para la vela.
El 18 de enero de 2013, los conocimientos y prácticas del uso de la totora por el pueblo uru, destacados constructores de balsas e «islas flotantes» de totora, fue declara patrimonio cultural de la nación mediante la Resolución Viceministerial 005-2013-VMPCIC-MC.

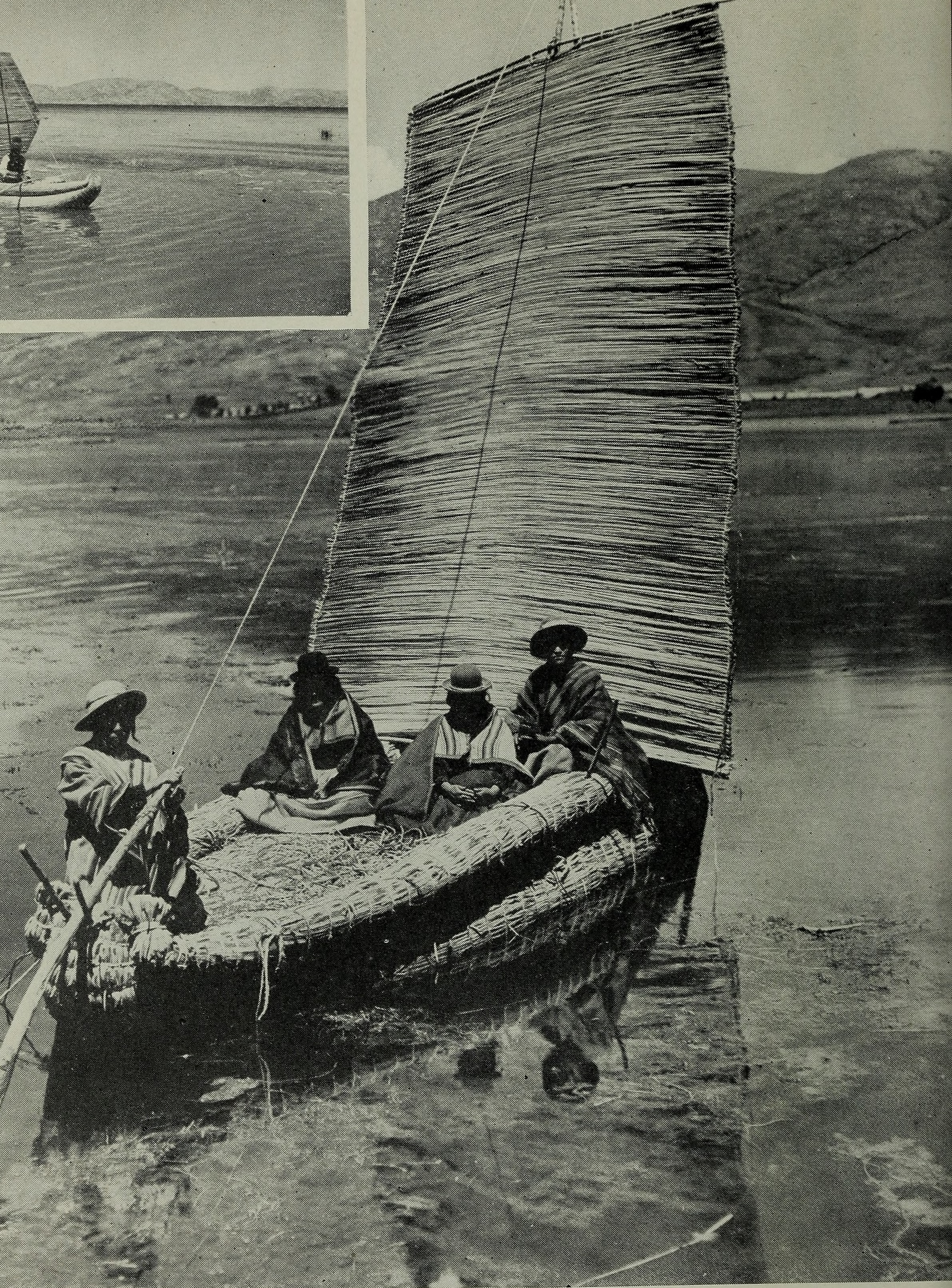
Balsa de totora lacustre con vela (1946).

## Construcción
La materia prima para la construcción de las balsas se extrae de los totorales o «wachakes» que se desarrollan en las aguas poco profundas de los pantanos de Huanchaco o del lago Titicaca así como áreas adyacentes a los ríos y las lagunas de los alrededores (bahía de Puno y delta del río Ramis). Para la extracción se emplea herramientas como kajllo para corte en zonas poco profunda y quiñina para lugares más profundos.
La elaboración de las balsas se inicia formando cuatro haces de totora, dos madres, más grandes, y dos más pequeños o  hijos, que se unen alineadas en columnas. Posteriormente se atan con cuerdas que se aprietan con un palo en forma de punzón de 30 cm de largo llamado pasador. La construcción de la balsa puede durar unas dos horas como promedio. Las balsas del lago Titicaca, al ser de mayor tamaño necesitan aproximadamente cinco días para completar su fabricación. Para impulsarla se utiliza un remo fabricado a partir de la caña Guayaquil seccionada por la mitad a lo largo, a modo de doble remo, que el pescador sujeta por el centro moviéndola de izquierda a derecha alternativamente.